# Nibelungenpark
Der Nibelungenpark ist eine Parkanlage im Berliner Ortsteil Lichtenberg des gleichnamigen Bezirks. Er entstand in den 2010er Jahren auf der Fläche eines abgetragenen Schulgebäudes aus DDR-Zeiten. Zur Namensgebung und zur Gestaltung wurden vielfältige Vorschläge der Einwohner berücksichtigt.

## Geschichte
Auf der Fläche der neuen Grünanlage befand sich bis in die 1960er Jahre eine ausgedehnte Kleingartenanlage. Als die Bevölkerungszahl im damaligen Stadtbezirk Lichtenberg stetig anstieg, wurden alle hier liegenden Gärten zu Bauland umgewidmet. Kurzfristig errichteten Baugenossenschaften und die kommunale Wohnungsgesellschaft ein komplett neues Wohnviertel, dessen Straßennamen an die vorher bereits vorhandenen angepasst und der Nibelungensage entlehnt wurden. Die neuen Bewohner brachten auch zahlreiche Kinder mit sich, für die zuerst eine Schule (die Josef-Orlopp-Grundschule, das heutige Kreativitätsgymnasium) errichtet wurde, in den späten 1970er Jahren eine zweite, weiter nach Norden angeordnete. Dieses mit Fertigbauteilen errichtete Lehrgebäude und eine dazu gebaute Turnhalle entstanden auf der nordwestlichsten Seite der Hagenstraße kurz vor der Einmündung in die Gotlindestraße.
Nach der politischen Wende verringerte sich die Zahl der Einwohner stark, die Kinder waren inzwischen groß und zu Teilen weggezogen, in beiden Schulen entstand Leerstand. Für den 1960er-Jahre-Bau fand sich als neuer Betreiber eine Kreativeinrichtung, die auch die benachbarte Kindertagesstätte übernahm. Der Standard-Plattenbau blieb lange Zeit unbenutzt und verfiel. So entschloss sich das Bezirksamt zum Abriss, der in den Jahren 2011/2012 erfolgte. Als Zwischenlösung wurde ein Sonnenblumenfeld installiert. Zusammen mit der Bürgerinitiative AG Wohngebietspark wurden Vorschläge und Ideen für eine neue Nutzung der freien Fläche gesammelt. Das Umwelt- und Naturschutzamt Lichtenberg beauftragte vier Landschaftsplanungsbüros damit, die in der AG gesammelten Wünsche und Anforderungen der Bewohnerschaft in einem gestalterischen Entwurf zu vereinen. Dazu wurde das Gebiet rund um das Kreativitätsgymnasium in der Rüdigerstraße in einen Konzeptbereich und drei Ideenbereiche eingeteilt. Der Konzeptbereich war der zu gestaltende Park, die Ideenbereiche betrafen den Vorplatz des Gymnasiums an der Rüdigerstraße, den eigentlichen Schulhof sowie eine kleine Fläche an der Gotlindestraße, neben der stehengebliebenen Sporthalle.
Wegen des großen Interesses und Engagements der Öffentlichkeit entschied sich das Bezirksamt Lichtenberg, den Bürgern erstmals eine Jury-Stimme im Auswahlverfahren zu geben. Dazu fand am 21. August 2013 eine Präsentationsveranstaltung mit den vier beteiligten Büros und anschließend eine einwöchige Ausstellung im Kreativitätsgymnasium statt. Während dieser Zeit konnten alle Interessierten ihre Stimme für einen der Entwürfe abgeben sowie Fragen und Hinweise einreichen. 150 Stimmzettel kamen zusammen. Nach der Auswertung der Jurystimmen erhielt das Konzept des Büros hochC den Zuschlag. Es plante einen Begegnungsraum für Nachbarn und Anwohner aller Generationen mit Anbindung an das Quartier. Verschiedene Freizeitangebote, wie Labyrinth, Wasserspielplatz, Bolzplatz, Kletterfelsen und Kletterspielplatz gruppieren sich um eine zentrale Liegewiese.
Im Rahmen einer Sitzung der AG Wohngebietspark am 19. September 2013 wurde dieses Konzept noch einmal besprochen und an die Einwohnerwünsche angepasst. Im Frühjahr 2014 fand der erste Spatenstich statt. Der zuerst favorisierte Name Wohngebietspark Hagenstraße wurde noch einmal abgeändert in Nibelungenpark. (Diesen Namen hatte ein Investor fast zeitgleich zur Vermarktung seines Wohnbauprojekts zwischen Kriemhild- und Rüdigerstraße benutzt, dann jedoch nicht weiter forciert.)
Die notwendigen Bauarbeiten unter Verantwortung des Bezirksamts fanden zügig statt, die Finanzierung erfolgte aus dem Fördertopf vom Projekt Stadtumbau Ost des Senats. Die feierliche Einweihung nahm der Bezirksstadtrat für Stadtentwicklung, Wilfried Nünthel am 1. Juni 2015 vor.

## Beschreibung
Der Park enthält unter anderem:
- Einen Boule-Spiel-Platz,
- Bänke und Liegen,

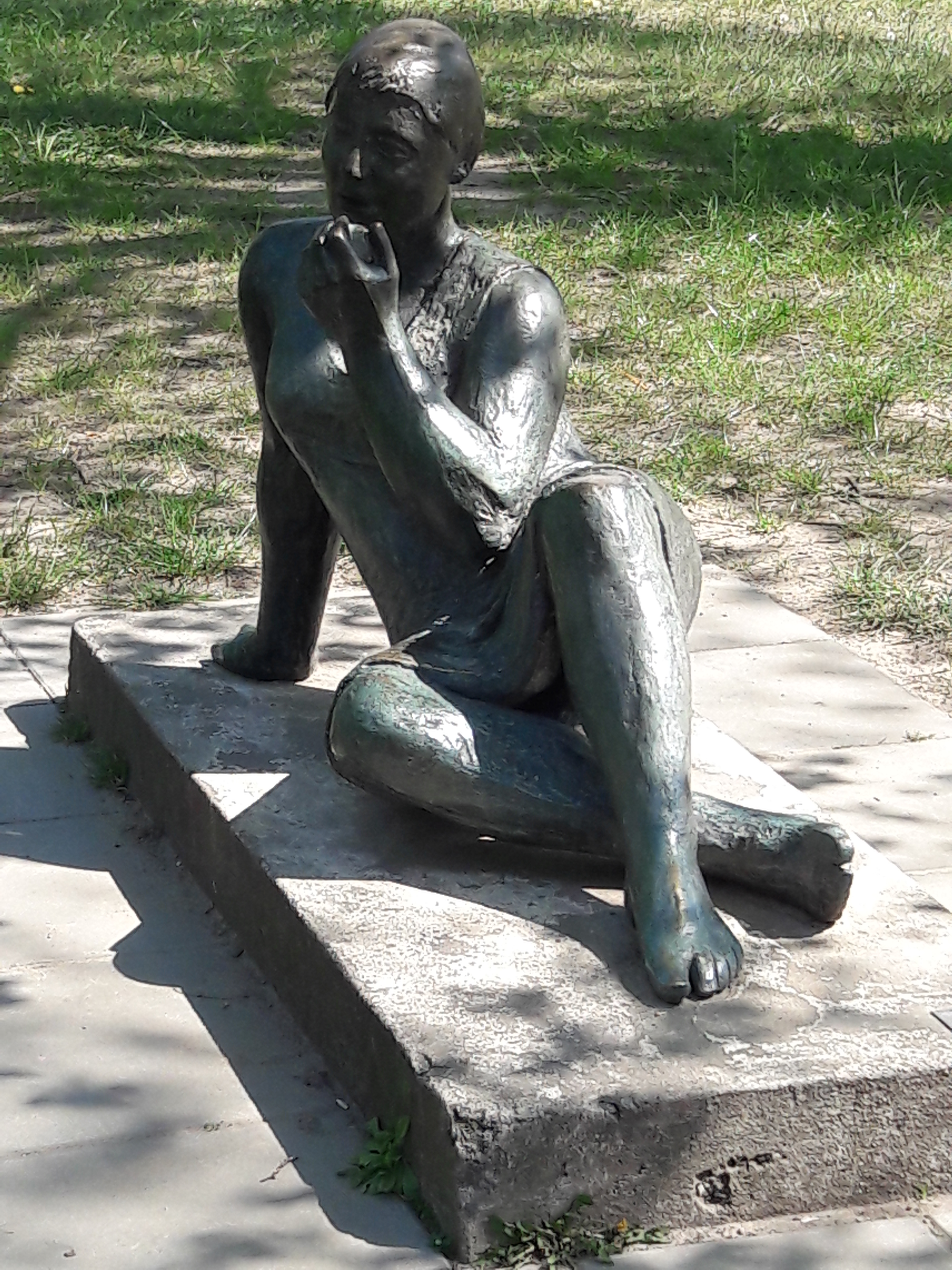
Mädchen mit Apfel von Christa Sammler

- eine Kleinkinderspielfläche mit Nestschaukel, Wippe, Kletterstangenwald, Sandkasten und Seilrutsche,
- einen Bolzplatz für Fußball und Basketball und einen Wasserspielplatz,
- ein Labyrinth,
- einen Fitness-Parcours für alle Generationen,
- eine lange Tafel für gesellige Zusammenkünfte,
- ein Boden-Trampolin,
- eine Graffiti-Wand,
- eine Liegewiese und
- Christa Sammlers Skulptur Mädchen mit Apfel (Zweitguss).

Der Kernbereich wird von einem 200 m langen asphaltierten Rundweg umgeben.
Zur Unterstreichung des Parknamens sind typische Gestalten der Nibelungensage aus Holz aufgestellt worden und machen Interessenten auf die neue Naherholungsmöglichkeit aufmerksam: Siegfried, Zwerg Alberich und der Drache Fafnir.
Die in den letzten Jahrzehnten gewachsenen gesunden Bäume konnten erhalten und in das Parkkonzept übernommen werden.